# Ewoks
Os ewoks são uma raça que se origina no universo fictício da série de filmes Star Wars. Na série, eles são uma tribo de seres inteligentes, semelhantes a um urso de pelúcia, caçadores nativos da lua florestal de Endor. Os ewoks vivem em várias cabanas em copas de árvores e moradias primitivas. Eles aparecem pela primeira vez no filme Star Wars Episode VI: Return of the Jedi (1983), onde eles ajudam a Aliança Rebelde derrotar as forças do Império Galáctico na Batalha de Endor, dando a possibilidade que o gerador de escudo fosse destruído, e, como consequência, a segunda Estrela da Morte.
Por causa do sucesso que tiveram junto ao público, renderam dois filmes feitos para a televisão: Caravan of Courage: An Ewok Adventure e Ewoks: The Battle for Endor, assim como a série animada Star Wars: Ewoks e diversos livros, jogos e brinquedos. Eles também tiveram seu próprio desenho animado, e no Brasil, este desenho foi exibido pelo Xou da Xuxa da Rede Globo, entre 1987 e 1989, e nos canais pagos Fox e Fox Kids, entre 1995 e 1998.

## Características

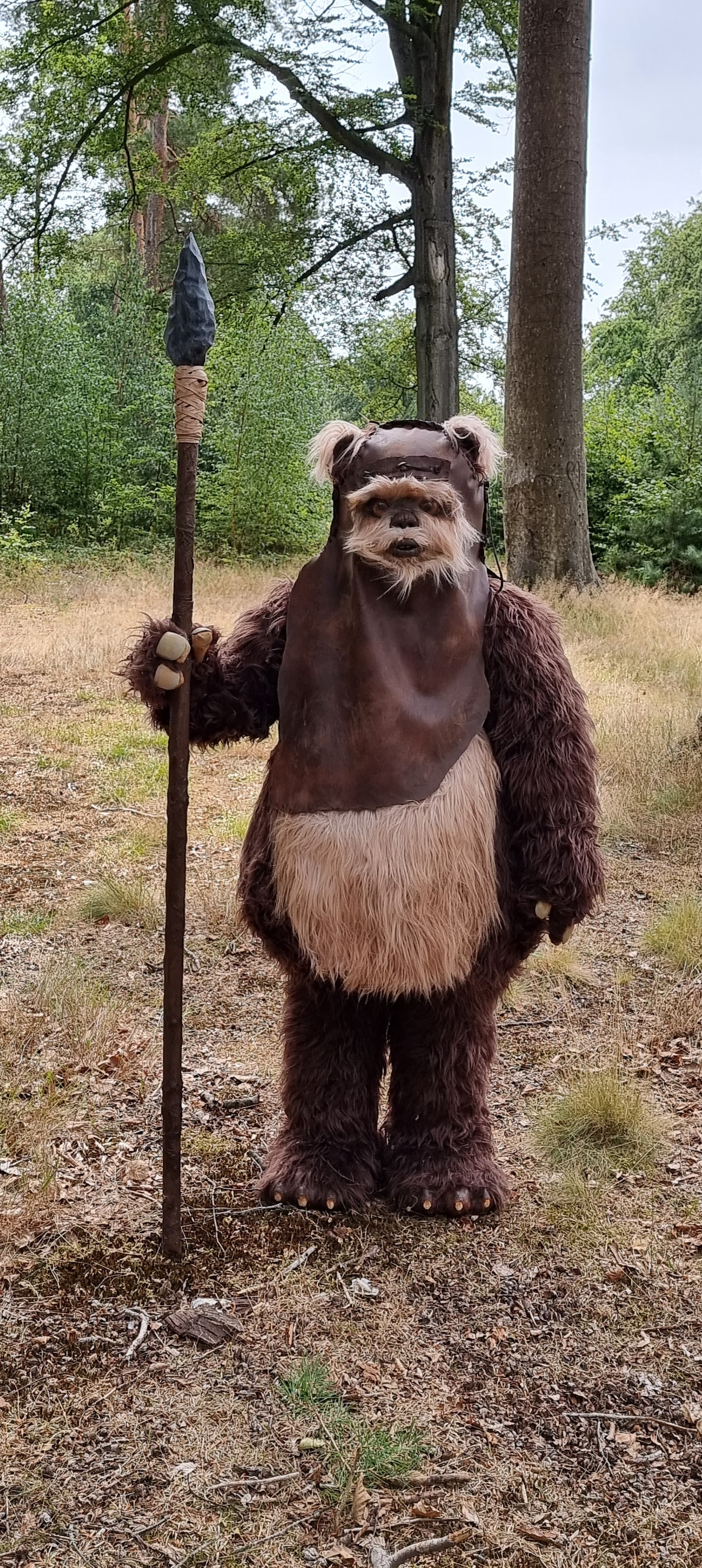
Cosplay de um Ewok

Ewoks são indivíduos curiosos que tem mais ou menos um metro de altura. São onívoros e usam lanças, estilingues e facas como armas. Eles também usam asa deltas, comboios de guerra e bordoks (animais herbívoros) como veículos. Embora extremamente hábeis em sobrevivência na floresta e na construção de tecnologia primitiva como planadores e catapultas, os ewoks ainda têm que progredir da tecnologia do nível da pedra quando foram descobertos pelo Império. Eles são aprendizes rápidos, contudo, quando expostos a tecnologia avançada com processos e conceitos mecânicos simples.
Os ewoks são semelhantes aos mamíferos e humanoides, que por causa de sua baixa estatura, possuem uma vantagem quando tentam se esconder.[carece de fontes?] Eles são cobertos de pelos da cabeça aos pés, com o marrom e o preto sendo as cores mais comuns. Outros ewoks têm uma pelugem quase branca ou avermelhada. A maioria conta com uma cor sólida, apesar de que alguns portam listras. Os ewoks têm olhos grandes e brilhantes, nariz pequeno e preto e mão que possui dois dedos e um polegar oposto. Mesmo sendo baixos, os ewoks são fisicamente fortes o suficiente para dominar combatentes humanos. O humano Mace Towani comparou sua aparência àquela de "pequenos ursos", apesar de que eles algumas vezes são chamados de "mini wookiees."

## Bastidores

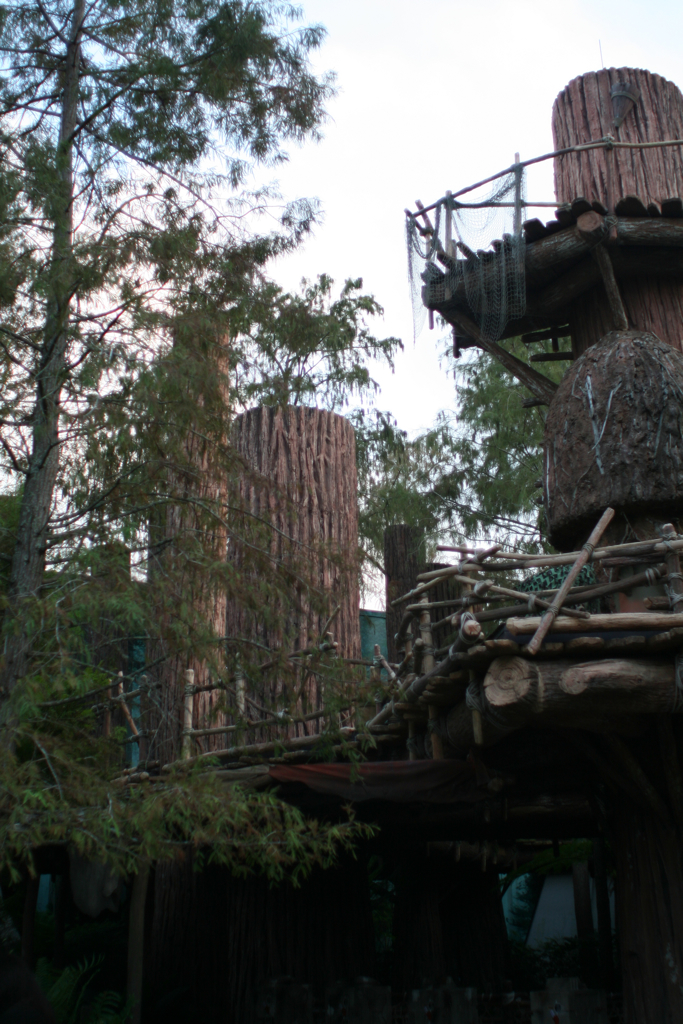
Vila Ewok, Star Tours: The Adventures Continue no Walt Disney World na Florida

George Lucas criou os ewoks por que ele queria que no Return of the Jedi figurasse uma tribo de criaturas primitivas que trouxesse abaixo o Império, de alta tecnologia. Ele originalmente tinha intenção que as cenas fossem feitas em Kashyyyk, o planeta natal wookiee, mas na medida em que as gravações foram evoluindo, os wookies se tornaram tecnologicamente capazes. Lucas criou então uma nova espécie no lugar, e diz que a sua concepção foi simples: os wookies são altos, então ele fez os ewoks baixos.

### Inspiração
Se acredita que os ewoks foram moldados com base nos hobbits, o pequeno e facilmente negligenciado povo que causou a destruição do mestre das trevas Sauron em O Senhor dos Anéis de J. R. R. Tolkien. Lucas escolheu a palavra "Endor" para o planeta da lua para homenageá-los, uma vez que é o nome élfico para a Terra Média, o cenário da maioria das histórias de Tolkien.

### Criação
Os ewoks foram nomeados em homenagem aos miwok, uma tribo nativa norte-americana, indígena à Floresta Redwood na qual as cenas de Endor foram filmadas para Return of the Jedi, localizado em San Rafael, próximo do Rancho Skywalker de Lucas. O nome também é um trocadilho com as sílabas de wookiee ao contrário. No filme, o nome ewok nunca é pronunciado, mas aparece nos créditos finais.
Como apresentado nos filmes, os ewoks aparentam como seres bípedes atarracados e sapientes, que possuem de altura aproximadamente um metro. Eles têm pés achatados, são completamente cobertos de pelos e possuem olhos grandes que parecem jóias. Tanto seu pelo quanto os olhos vêm em tons de terra, primariamente marrom, branco, cinza, ouro e negro. Apesar de sua baixa estatura, os ewoks são fortes: na cena da batalha climática de Return of the Jedi, eles são mostrados dominando fisicamente e uma vez inclusive jogando um Stormtrooper, apesar desse detalhe não ser consistente ao longo do filme. Ewoks vivem nas alturas, entre as árvores das florestas de sua lua de residência, em vilas construídas em plataformas entre as poucos espaçadas árvores.

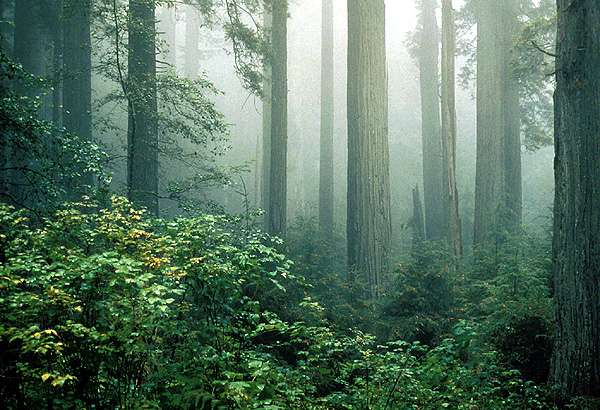
Parque Nacional de Redwood, cenário do lar dos ewoks.

Uma língua "ewokesa" foi criada para os filmes pelo designer de som Ben Burtt de Return of the Jedi. Na faixa de comentário para o DVD de Return of the Jedi, Burtt explica que a língua é baseada em calmuco, uma língua falada pelo povo calmuco da Rússia. Burtt escutou a língua em um documentário e gostou do seu som, que parecia muito alienígena para os ouvidos ocidentais. Após alguma pesquisa, ele identificou uma refugiada calmuca de 80 anos de idade. Burtt a gravou contando histórias folclóricas em sua língua nativa, e então usou as gravações como a base para sons que se tornaram a língua ewok e foi utilizada por atores de voz que imitaram a voz da idosa em diferentes estilos. Para a cena na qual C-3PO fala ewokês, o ator Anthony Daniels trabalhou com Burtt e inventou palavras, baseado nas gravações calmucas.

## Aparição emReturn of the Jedi
Os ewoks estiveram envolvidos em uma grande parte da última obra da trilogia original de Star Wars de George Lucas. Quando o Império começa as operações na lua de Endor, antecedendo aos eventos mostrados no filme, ele ignora os primitivos ewoks. A Princesa Leia Organa, parte da equipe de combate rebelde, então torna-se amiga do ewok Wicket W. Warrick, um batedor de dita vila, e é levada para conhecer os outros ewoks. O resto da equipe de ataque são acidentalmente capturados pelos ewoks e trazidos à vila. Os ewoks veneram o androide protocolar C-3PO, pensando que ele é algum tipo de divindade devido ao seu corpo dourado e brilhante e por uma posterior demonstração de força feita por Luke Skywalker através da Força. C-3PO conta ao Conselho dos Sábios as aventuras dos heróis rebeldes Skywalker, Princesa Leia e Han Solo. Os Ewoks aceitam os rebeldes em sua tribo e se aliam à sua causa. Eles então ajudam na batalha campal a destruir o gerador de escudo imperial no superfície da floresta, e suas armas primitivas derrubam os tropas imperiais e os andadores AT-ST do Império. Esta assistência pavimenta o caminho para a vitória na Batalha de Endor. Mais tarde naquela noite os ewoks são mostrados organizando uma enorme comemoração.

## História
Antes do Império Galáctico chegar a Endor, os visitantes de outros sistemas estelares eram raros. Apesar disso, os ewoks da Vila da Árvore Brilhante, liderados pelo Chefe Chirpa e o curandeiro Logray tiveram contato surpreendentemente extensivo com forasteiros. Estes ewoks ajudaram os viajantes humanos Mace e Cindel Towani resgatar seus pais de um Gorax. Mais tarde, um grupo de Sanyassan Marauders, que haviam caído na lua florestal várias décadas antes, atacaram os ewoks, matando toda a família Towani exceto Cindel, e tendo vários prisioneiros ewoks. Um jovem ewok chamado Wicket W. Warrick ajudou Cindel e outro viajante humano Noa Briqualon que anos antes também havia caído na lua de Endor a derrotar os Sanyassans, resgatar os prisioneiros, e encontrar as peças necessárias para reparar a nave de Briqualon. Por fim, eles ajudaram a parar um cientista imperial chamado Dr. Raygar, que tentou roubar a sagrada Pedra do Sol para usá-la para controlar o Império.
Os ewoks também tiveram contato com muitas outras espécies inteligentes na Lua Florestal, como os yuzzums, gupins, guerreiros lagartos e teeks. Seus primos, os duloks, habitantes do pântano, são rivais dos ewoks e geralmente lhes causam problemas.[carece de fontes?]

### Destino
Alguns ewoks foram removidos de seu planeta e levados como animais de estimação ou escravos. Outros foram embora voluntariamente por sua curiosidade, especialmente após a Batalha de Endor ter levado ao estabelecimento de entrepostos comerciais da Nova República na Lua Florestal.[carece de fontes?]